# Petr Svoboda (Rennfahrer)
Petr Svoboda (* 4. Dezember 2002 in Brünn) ist ein tschechischer Motorradrennfahrer.

## Statistik in der Supersport-300-Weltmeisterschaft
(Stand: Saisonende 2023)
| Saison | Team                                    | Motorrad           | Rennen | Siege | Zweiter | Dritter | Poles | Schn. Runden | Punkte | Ergebnis |
| ------ | --------------------------------------- | ------------------ | ------ | ----- | ------- | ------- | ----- | ------------ | ------ | -------- |
| 2020   | WRP Wepol Racing                        | Yamaha YZF-R3      | 4      | –     | –       | –       | –     | –            | 0      | 45.      |
| 2021   | WRP Wepol Racing                        | Yamaha YZF-R3      | 16     | –     | –       | –       | –     | –            | 8      | 34.      |
| 2022   | Accolade Smrž Racing                    | Kawasaki Ninja 400 | 12     | –     | –       | –       | –     | 1            | 29     | 18.      |
| 2023   | Füsport-RT Motorsport by SKM – Kawasaki | Kawasaki Ninja 400 | 16     | 2     | –       | 1       | –     | –            | 121    | 6.       |
| 2024   | Füsport-RT Motorsport by SKM – Kawasaki | Kawasaki Ninja 400 | 5      | –     | –       | 1       | –     | –            | 53     | 17.      |
| 2025   | Kawasaki Junior Team by MTM             | Kawasaki Ninja 400 | –      | –     | –       | –       | –     | –            | –      | –        |
| Gesamt | Gesamt                                  | Gesamt             | 53     | 2     | 0       | 2       | 0     | 1            | 201    |          |